# Federico Barba
Federico Barba (Roma, 1 de septiembre de 1993) es un futbolista italiano que juega como defensa y se encuentra sin equipo tras abandonar el F. C. Sion.

## Clubes
| Club                   | País     | Año       |
| ---------------------- | -------- | --------- |
| U. S. Grosseto F. C.   | Italia   | 2012-2013 |
| Empoli F. C.           | Italia   | 2013-2016 |
| VfB Stuttgart          | Alemania | 2016      |
| Empoli F. C.           | Italia   | 2016-2017 |
| Real Sporting de Gijón | España   | 2017-2018 |
| A. C. ChievoVerona     | Italia   | 2018-2019 |
| Real Valladolid C. F.  | España   | 2019-2020 |
| Benevento Calcio       | Italia   | 2020-2022 |
| Pisa S. C.             | Italia   | 2022-2023 |
| Como 1907              | Italia   | 2023-2025 |
| F. C. Sion             | Suiza    | 2025      |